# Дрітон Цамай
Дрітон Цамай (чорн. Driton Camaj/Дритон Цамај, нар. 7 березня 1997, Подгориця) — чорногорський футболіст, нападник угорського клубу «Кішварда» та національної збірної Чорногорії. Виступав також за клуби «Будучност», «Ловчен» та «Іскра» (Даниловград).

## Клубна кар'єра
Дрітон Цамай народився 1997 року в місті Подгориця. Розпочав займатися футболом у юнацькій команді клубу «Будучност», пізніше продовжив займатися у школі хорватського клубу «Інтер» (Запрешич). У дорослому футболі дебютував 2015 року в складі команди «Будучност», проте швидко перейшов до клубу «Інтер» (Запрешич), у якому грав до кінця 2015 року.
На початку 2016 року Цамай перейшов до клубу «Дечич», проте ще в цьому ж році знову став гравцем клубу «Будучност», у якому цього разу грав до 2018 року, та зіграв за цей час 41 матч у чемпіонаті країни. У 2018—2019 роках футболіст грав у складі клубу «Ловчен», а з 2019 до 2020 року грав у складі клубу «Іскра» (Даниловград).
З 2020 року Цамай грає у складі угорського клубу «Кішварда». Станом на 10 вересня 2024 року відіграв за клуб з Кішварди 118 матчів в національному чемпіонаті.

## Виступи за збірні
2013 року Дрітон Цамай дебютував у складі юнацької збірної Чорногорії, загалом на юнацькому рівні взяв участь у 8 іграх, відзначившись одним забитим голом. Протягом 2016—2018 років футболіст залучався до складу молодіжної збірної Чорногорії. На молодіжному рівні зіграв у 14 офіційних матчах.
У 2022 році Цамай дебютував у складі національної збірної Чорногорії. Станом на середину вересня 2024 року зіграв у складі національної збірної 17 матчів, у яких відзначився 2 забитими м'ячами.